# Physoloba valeria
Physoloba valeria là một loài bướm đêm trong họ Geometridae.